# Heinrich II. von Saarbrücken
Heinrich II. von Saarbrücken († 12. September 1234) war von 1217 bis zu seinem Tod Bischof von Worms.

## Leben
Heinrich entstammte dem Geschlecht der Grafen von Saarbrücken, die bis 1156 die Vogtei des Hochstiftes Worms besaßen. Seine Eltern waren Graf Simon II. von Saarbrücken und Liutgard von Leiningen, eine Tochter Graf Emichos III. Heinrich ist 1212 bis 1213 als Propst des Kollegiatstifts St. Cyriakus in Neuhausen und 1215 als Dompropst in Worms belegt. 1217 wurde er mit der Mehrheit der Stimmen zum Nachfolger Leopold von Schönfelds als Bischof von Worms gewählt. Jedoch erhob Gerbodo, der Propst des Stiftes St. Paulus in Worms, den Anspruch, er sei nachträglich ebenfalls zum Bischof gewählt worden. Von Papst Honorius III. wurde eine Kommission eingesetzt, um die Ansprüche zu klären. Heinrich wurde 1218 vom Papst in seinem Amt bestätigt, was Gerbodo jedoch nicht akzeptierte. Eine zweite Untersuchung bestätigte die Wahl Heinrichs. Kaiser Friedrich II. forderte als Gegenleistung für die Verleihung der Regalien, die Belehnung mit Wimpfen, wo Friedrich I. eine Pfalz gegründet hatte. Mit der Zustimmung des Domkapitels und der Stadt Worms beugte sich Heinrich 1220 der Forderung, eine endgültige Belehnung von Friedrichs Sohn Heinrich (VII.) erfolgte jedoch erst 1227 gegen eine Zahlung von 1300 Mark Silber.
Unter Heinrich verlor das Hochstift Worms auch Gebiete an die Kurpfalz, die 1225 die nördlich von Ladenburg gelegene Grafschaft im Stahlbühl und vor 1232 Neckarau erwerben konnte. In Heinrichs Amtszeit kam es zum Konflikt mit der Stadt Worms. Das Patriziat versuchte, die Herrschaft des Rats durchzusetzen, wohingegen der Bischof auf Steuerfreiheit von Pfründen und Vermögen des Wormser Klerus bestand. Heinrich fand die Unterstützung der geistlichen Reichsfürsten und des Kaisers, der die Auflösung des Rats befahl. 1233 wurde unter der Vermittlung Heinrichs (VII.) ein Kompromiss erzielt. Der bislang vom Bischof unabhängige Rat wurde verkleinert und geriet unter den starken Einfluss des Bischofs.
1221 ließen sich die Franziskaner in Worms nieder, 1226 folgten die Dominikaner, deren Niederlassung trotz Unterstützung durch den Papst auf heftigen Widerstand der Wormser Kleriker stieß. Erst 1232 durfte sich der Orden in der Stadt ansiedeln. 1226 begründete der Bischof auch das Zisterzienserinnenkloster Kirschgarten, südwestlich vor der Stadtmauer.
Heinrich II. war als Ortsbischof auf der Reichsversammlung in Worms im Januar 1231 und der Reichsversammlung in Worms im Frühjahr 1231 vertreten. Auf letzterer wurde unter anderem das sogenannte Statutum in favorem principum erlassen.
Nach seinem Tod wurde Heinrich von Saarbrücken im Wormser Dom bestattet; der Historiker Georg Helwich überliefert Lage und Aussehen der dortigen Grabplatte.

## Familienumfeld Leiningen
Sein Bruder Friedrich von Saarbrücken († 1237), verheiratet mit Agnes von Eberstein der Tochter des Grafen Eberhard von Eberstein, nahm aufgrund seiner mütterlichen Abstammung den Namen eines Grafen von Leiningen an. Diese waren um 1220, beim Tod seines Onkels Graf Friedrich I. von Leiningen (Bruder seiner Mutter), im Mannesstamm ausgestorben. Friedrich von Saarbrücken, nun genannt Friedrich II. von Leiningen, begründete das zweite (jüngere) Grafengeschlecht der Leininger. Seine Söhne, Friedrich III. von Leiningen, Emich IV. von Leiningen-Landeck († 1281), sowie die Bischöfe Heinrich von Leiningen (Speyer) und Berthold von Leiningen (Bamberg) waren unabhängig vom abweichenden Familiennamen die leiblichen Neffen von Bischof Heinrich II. von Saarbrücken. Ein weiterer Neffe war der Wormser Bischof Emich I. († 1299), aus dem Geschlecht der Raugrafen.